# Ariʻifaʻaite
Tenaniʻa Ariʻifaʻaite a Hiro (Raiatea, 10 de enero de 1820 - Papeete, 6 de agosto de 1873) fue príncipe consorte de Tahití, por su matrimonio con la reina Pōmare IV, quien además era su prima hermana.

## Descendencia
- Un varón (n. 1833, falleció joven)[1][2]
- Henry Pōmare (n. Agosto de 1835, murió joven.).[2]
- Ariʻiaue Pōmare (12 de agosto de 1838 - 10 de mayo de 1856), Príncipe heredero de Tahití, Ariʻi de Afaʻahiti.[3]
- Pōmare V (3 de noviembre de 1839 - 12 de junio de 1891), sucedió a su madre como Rey de Tahití.[3]
- Teriʻimaevarua II (23 de mayo de 1841 – 12 de febrero de 1873), sucedió como Reina de Bora Bora.[3]
- Tamatoa V (23 de septiembre de 1842 - 30 de septiembre de 1881), fue Rey de Raiatea.[3]
- Victoria Pōmare-vahine (1844 – junio 1845).[4][5][6]
- Punuariʻi Teriʻitapunui Pōmare (20 de marzo de 1846 - 18 de septiembre de 1888), Ariʻi de Mahina y Presidente de la Corte Suprema de Tahití.[3][7]
- Teriʻitua Tuavira Pōmare (17 de diciembre de 1847 - 9 de abril de 1875), Ariʻirahi de Hitiaʻa, llamado el "Príncipe de Joinville".[3]
- Tevahitua Pōmare (1850/1852, falleció joven).[8][9]